# 安野屋停留場
安野屋停留場（やすのやていりゅうじょう）は、富山県富山市安野屋町二丁目にある、富山地方鉄道富山軌道線安野屋線・呉羽線の停留場である。駅番号はC20。

## 概要
富山県道44号富山高岡線上の併用軌道に設置されている。神通川の東岸に位置し、電車は富山大橋で神通川を渡りトヨタモビリティ富山 Gスクエア五福前（五福末広町）方面へ向かう。
2006年（平成18年）11月より富山県道44号富山高岡線の神通川に架かる旧・富山大橋の老朽化による架け替えで4車線化、軌道の複線化が進められていたが、2012年（平成24年）3月24日に新しい富山大橋が開通した。それに伴い停留所を上屋付とし、約140 m丸の内寄りの安野屋交差点東詰へ移設し供用を開始した。移設前の停留場は大学前（現・富山大学前）寄りにポイントがあり、当停留場付近を含め丸の内方は複線、大学前方は単線となっていたが、同日、当停留所より大学前停留所直前まで複線化された（大学前停留所は単線駅）。

## 歴史
- 1916年（大正5年）11月22日：富山電気軌道の安野屋町停留場として開業[1]。
- 1920年（大正9年）7月1日：富山市に譲渡され、富山市営軌道の停留場となる[2]。
- 1943年（昭和18年）
  - 以前：安野屋停留場に改称[3]。
  - 1月1日：路線譲渡により富山地方鉄道の停留場となる[4]。
- 1945年（昭和20年）8月2日：富山大空襲の戦災より休止[5]。
- 1946年（昭和21年）5月15日：新富山駅前 - 西町間復旧に伴い営業再開[6]。
- 1952年（昭和27年）8月5日：安野屋線（丸の内 - 安野屋間）開業、呉羽線（旅篭町 - 護国神社前 - 安野屋間）廃止[7]。
- 1969年（昭和44年）7月2日：豪雨による富山大橋一部陥没により安野屋 - 新富山駅前間休止[8]。
- 1970年（昭和45年）6月25日：富山大橋復旧に伴い安野屋 - 新富山駅前間営業再開[8]。
- 2012年（平成24年）3月24日：停留所を約140 m丸の内寄りの安野屋交差点東詰へ移設し供用開始。

## 停留場構造
相対式ホーム2面2線の地上駅。駅舎にはスロープと上屋が設置されている。

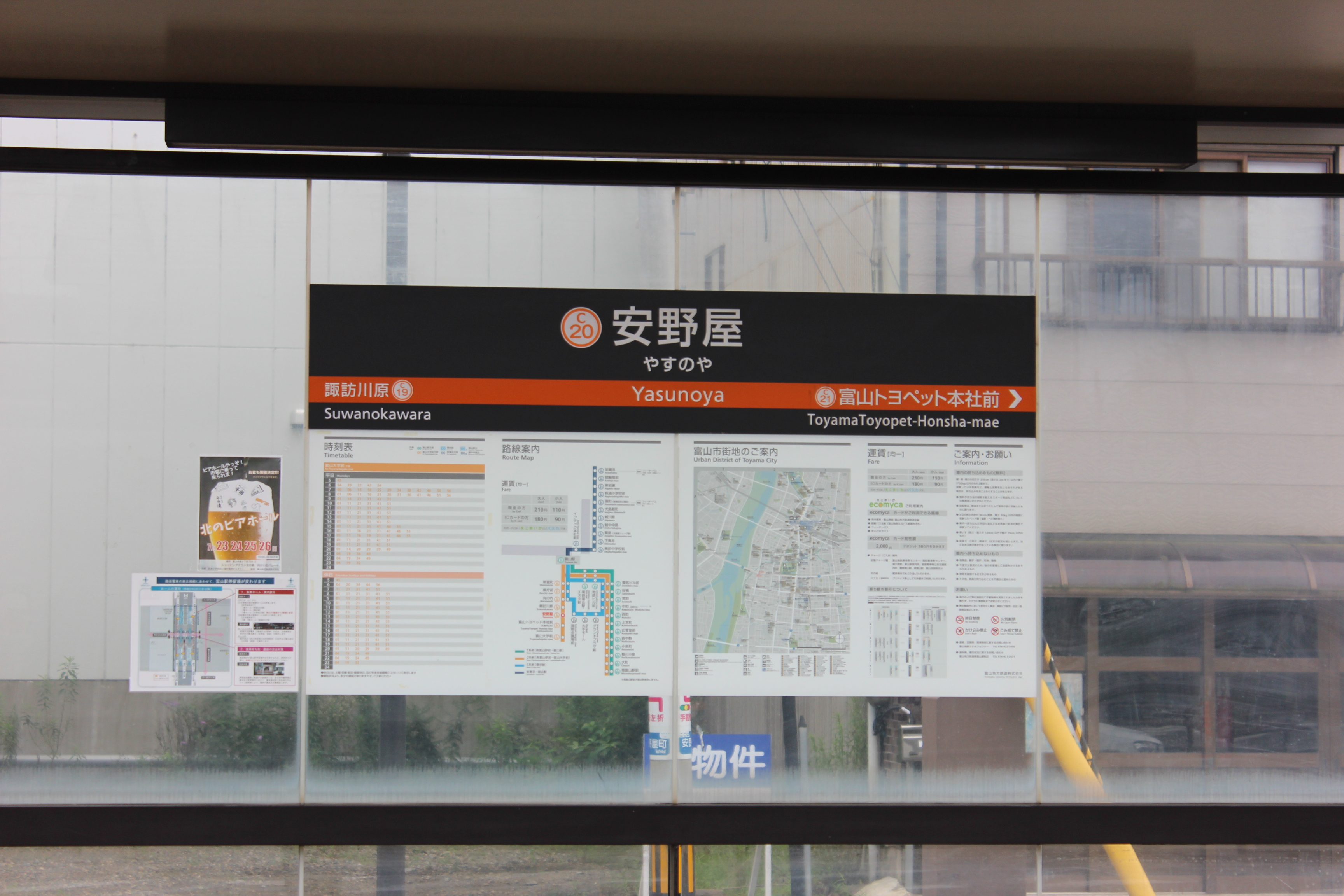
駅ナンバリング導入後の駅名標（2020年7月）

## 停留場周辺
- 富山逓信病院
- 富山縣護國神社
- 富山県立富山中部高等学校
- 富山市立芝園小学校
- 富山市立芝園中学校
- 安野屋地区センター
- 神通川
- 松川

## 隣の停留場
富山地方鉄道
富山軌道線（安野屋線）
諏訪川原停留場 (C19) - 安野屋停留場 (C20)
富山軌道線（呉羽線）
護国神社前停留場 - （1952年廃止） - 安野屋停留場 (C20) - トヨタモビリティ富山 Gスクエア五福前（五福末広町）停留場  (C21)